# Raouf Bouzaiene
Raouf Bouzaiene (Susa, 16 agosto 1970) è un ex calciatore tunisino, attivo soprattutto in Francia, ma con all'attivo una parentesi in Serie B italiana nelle file del Genoa.

## Carriera

### Club
Cresciuto calcisticamente in Francia, dove ha giocato a lungo nella seconda divisione transalpina raccogliendo oltre 150 presenze complessive, prima al Laval e poi allo Châteauroux, con il quale nel 1997 ha anche conquistato la promozione nella Division 1. Dopo aver giocato solo tre gare con lo Châteauroux nella massima serie francese, al termine della stagione 1997-1998 Bouzaiene decise di tornare in patria, firmando con il Club Africain di Tunisi. Scelta infelice, perché i grandi rivali della squadra, i sangueoro dell'Espérance, si avviavano a vincere quattro titoli consecutivi. Al Club Africain non restava che la coppa nazionale, vinta nel 2000.
Il disaccordo economico con il club di Tunisi sul rinnovo del contratto lo portò nell'estate 2001 ad approdare in Italia al Genoa a costo zero, all'età di 30 anni. Fu decisiva la presenza di Franco Scoglio come allenatore del Grifone. Con la maglia rossoblu ha collezionato 47 presenze e un gol in due stagioni di Serie B (2001-2002 e 2002-2003).

### Nazionale
Bouzaiene è stato uno dei primi tunisini ad approdare in Europa, rimanendovi a lungo; tale status di professionista gli ha fatto guadagnare la nazionale: era in campo nella Coppa d'Africa del 1994 quando la Tunisia, organizzatrice, uscì dopo solo due gare eliminata da Zaire e Mali. Questo cattivo esito costò a Bouzaiene il posto in nazionale per parecchio tempo.
Il polacco Henryk Kasperczak, che guidò la Tunisia prima di Franco Scoglio, non lo tenne in grande considerazione, decidendo di non portarlo ai Mondiali di calcio 1998 in Francia. Cacciato Kasperczak, con Scoglio Bouzaiene tornò in nazionale, tanto che nella Coppa d'Africa 2000 era l'unico del Club Africain tra i 22 convocati.
Nel campionato del mondo 2002 siglò l'unico gol della sua nazionale, su punizione, nell'1-1 contro il Belgio.

## Statistiche

### Cronologia presenze e reti in nazionale
| Cronologia completa delle presenze e delle reti in nazionale ― Tunisia | Cronologia completa delle presenze e delle reti in nazionale ― Tunisia | Cronologia completa delle presenze e delle reti in nazionale ― Tunisia | Cronologia completa delle presenze e delle reti in nazionale ― Tunisia | Cronologia completa delle presenze e delle reti in nazionale ― Tunisia | Cronologia completa delle presenze e delle reti in nazionale ― Tunisia | Cronologia completa delle presenze e delle reti in nazionale ― Tunisia | Cronologia completa delle presenze e delle reti in nazionale ― Tunisia |
| Data                                                                   | Città                                                                  | In casa                                                                | Risultato                                                              | Ospiti                                                                 | Competizione                                                           | Reti                                                                   | Note                                                                   |
| ---------------------------------------------------------------------- | ---------------------------------------------------------------------- | ---------------------------------------------------------------------- | ---------------------------------------------------------------------- | ---------------------------------------------------------------------- | ---------------------------------------------------------------------- | ---------------------------------------------------------------------- | ---------------------------------------------------------------------- |
| 20-12-1992                                                             | Tunisi                                                                 | Tunisia                                                                | 1 – 1                                                                  | Marocco                                                                | Qual. Mondiali 1994                                                    | -                                                                      | 33’                                                                    |
| 7-11-1993                                                              | Tunisi                                                                 | Tunisia                                                                | 2 – 1                                                                  | Egitto                                                                 | Coppa 7 novembre 1993 - Finale                                         | -                                                                      |                                                                        |
| 2-1-1994                                                               | Accra                                                                  | Ghana                                                                  | 1 – 1                                                                  | Tunisia                                                                | Amichevole                                                             | -                                                                      |                                                                        |
| 19-1-1994                                                              | Tunisi                                                                 | Tunisia                                                                | 2 – 2                                                                  | Paesi Bassi                                                            | Amichevole                                                             | -                                                                      |                                                                        |
| 26-3-1994                                                              | Tunisi                                                                 | Tunisia                                                                | 0 – 2                                                                  | Mali                                                                   | Coppa d'Africa 1994 - 1º turno                                         | -                                                                      |                                                                        |
| 30-3-1994                                                              | Tunisi                                                                 | Tunisia                                                                | 1 – 1                                                                  | Zaire                                                                  | Coppa d'Africa 1994 - 1º turno                                         | -                                                                      | 76’                                                                    |
| 7-11-1995                                                              | Tunisi                                                                 | Tunisia                                                                | 2 – 1                                                                  | Mauritania                                                             | Coppa 7 novembre 1995                                                  | 1                                                                      | Uscita                                                                 |
| 4-10-1998                                                              | Tunisi                                                                 | Tunisia                                                                | 2 – 1                                                                  | Liberia                                                                | Qual. Coppa d'Africa 2000                                              | -                                                                      | 72’                                                                    |
| 28-2-1999                                                              | Tunisi                                                                 | Tunisia                                                                | 6 – 0                                                                  | Uganda                                                                 | Qual. Coppa d'Africa 2000                                              | -                                                                      | 75’                                                                    |
| 6-6-1999                                                               | Tunisi                                                                 | Tunisia                                                                | 2 – 0                                                                  | Algeria                                                                | Qual. Coppa d'Africa 2000                                              | -                                                                      | 76’                                                                    |
| 16-10-1999                                                             | Tunisi                                                                 | Tunisia                                                                | 1 – 0                                                                  | Emirati Arabi Uniti                                                    | Amichevole                                                             | -                                                                      |                                                                        |
| 31-10-1999                                                             | Tunisi                                                                 | Tunisia                                                                | 2 – 1                                                                  | Zambia                                                                 | Amichevole                                                             | -                                                                      |                                                                        |
| 22-12-1999                                                             | Sfax                                                                   | Tunisia                                                                | 2 – 0                                                                  | Ghana                                                                  | Amichevole                                                             | -                                                                      |                                                                        |
| 7-1-2000                                                               | Tunisi                                                                 | Tunisia                                                                | 7 – 0                                                                  | Togo                                                                   | Amichevole                                                             | -                                                                      | Ingresso                                                               |
| 3-2-2000                                                               | Kano                                                                   | Tunisia                                                                | 1 – 0                                                                  | Rep. del Congo                                                         | Coppa d'Africa 2000 - 1º turno                                         | -                                                                      | 77’                                                                    |
| 7-2-2000                                                               | Kano                                                                   | Egitto                                                                 | 0 – 1                                                                  | Tunisia                                                                | Coppa d'Africa 2000 - Quarti di finale                                 | -                                                                      | Ammonizione                                                            |
| 10-2-2000                                                              | Accra                                                                  | Camerun                                                                | 3 – 0                                                                  | Tunisia                                                                | Coppa d'Africa 2000 - Semifinale                                       | -                                                                      |                                                                        |
| 12-3-2000                                                              | Birmingham                                                             | Stati Uniti                                                            | 1 – 1                                                                  | Tunisia                                                                | Amichevole                                                             | -                                                                      |                                                                        |
| 7-4-2000                                                               | Nouakchott                                                             | Mauritania                                                             | 1 – 2                                                                  | Tunisia                                                                | Qual. Mondiali 2002                                                    | -                                                                      |                                                                        |
| 11-6-2000                                                              | Tunisi                                                                 | Tunisia                                                                | 4 – 1                                                                  | Senegal                                                                | Amichevole                                                             | -                                                                      | Uscita                                                                 |
| 18-6-2000                                                              | Abidjan                                                                | Costa d'Avorio                                                         | 2 – 2                                                                  | Tunisia                                                                | Qual. Mondiali 2002                                                    | -                                                                      | 46’                                                                    |
| 28-6-2000                                                              | Tunisi                                                                 | Tunisia                                                                | 2 – 2                                                                  | Algeria                                                                | Amichevole                                                             | -                                                                      | Uscita                                                                 |
| 8-7-2000                                                               | Tunisi                                                                 | Tunisia                                                                | 1 – 0                                                                  | Madagascar                                                             | Qual. Mondiali 2002                                                    | -                                                                      | 76’                                                                    |
| 3-9-2000                                                               | Nairobi                                                                | Kenya                                                                  | 0 – 0                                                                  | Tunisia                                                                | Qual. Coppa d'Africa 2002                                              | -                                                                      | 6’                                                                     |
| 7-10-2000                                                              | Tunisi                                                                 | Tunisia                                                                | 4 – 2                                                                  | Gabon                                                                  | Qual. Coppa d'Africa 2002                                              | -                                                                      | 69’                                                                    |
| 28-1-2001                                                              | Pointe-Noire                                                           | Rep. del Congo                                                         | 1 – 2                                                                  | Tunisia                                                                | Qual. Mondiali 2002                                                    | -                                                                      | 53’                                                                    |
| 25-2-2001                                                              | Tunisi                                                                 | Tunisia                                                                | 6 – 0                                                                  | RD del Congo                                                           | Qual. Mondiali 2002                                                    | -                                                                      |                                                                        |
| 24-3-2001                                                              | Rabat                                                                  | Marocco                                                                | 2 – 0                                                                  | Tunisia                                                                | Qual. Coppa d'Africa 2002                                              | -                                                                      | 54’                                                                    |
| 5-5-2001                                                               | Antananarivo                                                           | Madagascar                                                             | 0 – 2                                                                  | Tunisia                                                                | Qual. Mondiali 2002                                                    | -                                                                      |                                                                        |
| 20-5-2001                                                              | Tunisi                                                                 | Tunisia                                                                | 1 – 1                                                                  | Costa d'Avorio                                                         | Qual. Mondiali 2002                                                    | -                                                                      | 10’                                                                    |
| 2-6-2001                                                               | Libreville                                                             | Gabon                                                                  | 1 – 1                                                                  | Tunisia                                                                | Qual. Coppa d'Africa 2002                                              | -                                                                      |                                                                        |
| 17-6-2001                                                              | Tunisi                                                                 | Tunisia                                                                | 4 – 1                                                                  | Kenya                                                                  | Qual. Coppa d'Africa 2002                                              | -                                                                      |                                                                        |
| 1-7-2001                                                               | Tunisi                                                                 | Tunisia                                                                | 6 – 0                                                                  | Rep. del Congo                                                         | Qual. Mondiali 2002                                                    | -                                                                      |                                                                        |
| 15-7-2001                                                              | Kinshasa                                                               | RD del Congo                                                           | 0 – 3                                                                  | Tunisia                                                                | Qual. Mondiali 2002                                                    | -                                                                      | 68’                                                                    |
| 30-12-2001                                                             | Tunisi                                                                 | Tunisia                                                                | 7 – 2                                                                  | Liberia                                                                | Amichevole                                                             | -                                                                      | 46’                                                                    |
| 21-1-2002                                                              | Bamako                                                                 | Zambia                                                                 | 0 – 0                                                                  | Tunisia                                                                | Coppa d'Africa 2002 - 1º turno                                         | -                                                                      |                                                                        |
| 25-1-2002                                                              | Bamako                                                                 | Egitto                                                                 | 1 – 0                                                                  | Tunisia                                                                | Coppa d'Africa 2002 - 1º turno                                         | -                                                                      | 46’                                                                    |
| 31-1-2002                                                              | Kayes                                                                  | Senegal                                                                | 0 – 0                                                                  | Tunisia                                                                | Coppa d'Africa 2002 - 1º turno                                         | -                                                                      | 46’                                                                    |
| 26-5-2002                                                              | Wakayama                                                               | Danimarca                                                              | 2 – 1                                                                  | Tunisia                                                                | Amichevole                                                             | -                                                                      | 25’                                                                    |
| 5-6-2002                                                               | Kōbe                                                                   | Russia                                                                 | 2 – 0                                                                  | Tunisia                                                                | Mondiali 2002 - 1º turno                                               | -                                                                      |                                                                        |
| 10-6-2002                                                              | Oita                                                                   | Tunisia                                                                | 1 – 1                                                                  | Belgio                                                                 | Mondiali 2002 - 1º turno                                               | 1                                                                      |                                                                        |
| 14-6-2002                                                              | Osaka                                                                  | Tunisia                                                                | 0 – 2                                                                  | Giappone                                                               | Mondiali 2002 - 1º turno                                               | -                                                                      |                                                                        |
| 30-3-2003                                                              | Radès                                                                  | Tunisia                                                                | 1 – 0                                                                  | Camerun                                                                | Four Nations Tournament - Finale                                       | -                                                                      |                                                                        |
| 20-8-2003                                                              | Gafsa                                                                  | Tunisia                                                                | 0 – 0                                                                  | Guinea                                                                 | Amichevole                                                             | -                                                                      | 52’                                                                    |
| 10-9-2003                                                              | Tunisi                                                                 | Tunisia                                                                | 3 – 2                                                                  | Costa d'Avorio                                                         | Amichevole                                                             | -                                                                      | Ingresso                                                               |
| 8-10-2003                                                              | Tunisi                                                                 | Tunisia                                                                | 0 – 1                                                                  | Giappone                                                               | Amichevole                                                             | -                                                                      |                                                                        |
| Totale                                                                 |                                                                        | Presenze                                                               | 46                                                                     |                                                                        | Reti                                                                   | 2                                                                      |                                                                        |